# Държавен театър „Всеволод Майерхолд“
Държавният театър „Всеволод Майерхолд“ (на руски: Государственный театр имени Вс. Мейерхольда) е театър в Москва, Русия, работил под няколко наименования между 1920 и 1938 година.
Основан и ръководен от режисьора Всеволод Мейерхолд по време на Гражданската война, театърът си поставя за цел да представя политически ангажиран пропаганден театър, прилагайки често иновативни техники, разкъсващи разграничението между публика и сцена. С този подход той се налага като един от водещите руски театри и придобива известност и извън страната. С времето концепцията на театъра влиза в конфликт с все по-консервативната политика на тоталитарния комунистически режим в областта на изкуството. В началото на 1938 година той е закрит, а не след дълго Майерхолд е осъден на смърт за контрареволюционна дейност и е разстрелян.